# Helen Broneau
Helen Broneau (nacida como Helen Ingram) fue una actriz y guionista estadounidense que estuvo activa durante la era del cine mudo. Después de haber unido durante un breve tiempo en la compañía de Charles Bronaugh, se casó con el actor australiano Frank Baker en 1929; Con quien permaneció  hasta su muerte en 1972.

## Filmografía

### Como actriz
- A Romeo of the Range (1928)
- The Winking Idol (1926)
- Secret Service Sanders (1925)
- Scar Hanan (1925)
- The Desert Hawk (1924)
- Western Yesterdays (1924)
- The Hunchback of Notre Dame (1923)
- Merry-Go-Round (1923)
- Crossed Wires (1923)
- The Radio King (1922)
- The Punctured Prince (1922)
- All Dolled Up (1921)
- The Triflers (1920)

### Como guionista
- O.U.T. West (1925)